# Rachel Pellaud
Rachel Pellaud (8 de marzo de 1995) es una deportista de Suiza que compite en atletismo. Ganó una medalla de plata en el Campeonato Europeo de Atletismo por Equipos de 2021, en la prueba de 4 × 400 metros.